# Козловский, Иван Семёнович
Ива́н Семёнович Козло́вский (11 [24] марта 1900, Марьяновка, Киевская губерния — 21 декабря 1993, Москва) — советский и российский оперный и камерный певец (тенор), режиссёр оперы. Герой Социалистического Труда (1980), народный артист СССР (1940), народный артист Украины (1993), лауреат двух Сталинских премий первой степени (1941, 1949).

## Биография
Родился в крестьянской семье.
С 7 лет пел в хоре Михайловского монастыря в Киеве, где был замечен духовным композитором А. А. Кошицем. Вскоре стал петь в хоре Троицкого народного дома в Киеве (театр Н. К. Садовского), позже — солист Большого академического хора.
В 1917—1920 годах учился в Высшем музыкально-драматическом институте им. Н. Лысенко (вокальный факультет, класс Е. А. Муравьёвой).
Во время службы в РККА (1920—1923) в Полтаве участвовал в спектаклях Полтавского передвижного музыкально-драматического театра (с 1922). Спел в этом театре свою первую крупную партию — Фауста («Фауст» Ш. Ф. Гуно). В 1924 году — в труппе Русской государственной оперы в Харькове (ныне Харьковский театр оперы и балета имени Н. В. Лысенко). В 1925—1926 годах — солист Государственного оперного театра им. А. В. Луначарского в Свердловске (ныне Екатеринбургский театр оперы и балета).
В 1926 году был приглашён в Большой театр (Москва). Дебютировал в роли Альфреда («Травиата» Дж. Верди), с первых лет службы в театре, исполняя главные теноровые партии, приобрёл популярность и массу почитателей, в конце 1930-х стал одним из любимых певцов И. Сталина.
В конце 1930-х выступал также вместе с созданным в 1936 году Государственным джаз-оркестром СССР под управлением В. Н. Кнушевицкого. Осталось несколько записей исполнения певцом с джаз-оркестром специально написанных для него эстрадных и джазовых произведений (танго «Беседка», блюз «Утро и вечер»).
В 1938 году создал Государственный ансамбль оперы СССР и стал художественным руководителем этого коллектива (1938—1941). Выступал как оперный режиссёр. Поставил ряд опер, исполнив в них главные партии («Вертер» Ж. Массне, «Паяцы» Р. Леонкавалло, «Орфей и Эвридика» К. Глюка, «Моцарт и Сальери» Н. А. Римского-Корсакова, «Катерина» Н. Н. Аркаса, «Джанни Скикки» Дж. Пуччини).
В 1945 году гастролировал в Румынии и Чехословакии.
В 1954 году, находясь на пике популярности, навсегда покинул Большой театр.
Певцу посвящены фильмы «Певец Иван Семёнович Козловский» (1960) и «Иван Семёнович Козловский» (1978). В 1983 снялся (камео) в фильме «И жизнь, и слёзы, и любовь», в 1993 году — в документальном фильме «Друг, помолись за меня».
Автор книги «Музыка — радость и боль моя» (Москва, 1992).
Умер 21 декабря 1993 года в Москве от острой сердечной недостаточности. Гражданская панихида прошла 24 декабря в Большом театре. Похоронен на Новодевичьем кладбище (участок № 10).

### Семья
- Брат Фёдор, пел в церковном хоре, в 1919 году уехал на гастроли в Европу и не вернулся.
- Первая жена (1920—1937) — актриса Александра Алексеевна Герцик (28 мая 1887—1964).
- Вторая жена (1937—1963) — актриса Г. Е. Сергеева (1914—2000).
  - Дочь Анна Ивановна Козловская (1938—2007)
  - Дочь Анастасия Ивановна Козловская (1940)
    - Внучка Анна Юрьевна Козловская-Тельнова (1966)[5][6].

## Награды и звания
- Герой Социалистического Труда (1980)
- Заслуженный артист РСФСР (2 июня 1937)
- Народный артист СССР (1940)
- Народный артист Украины (3 марта 1993 года)[7]
- Сталинская премия первой степени (1941) — за выдающиеся достижения в области вокально-драматического искусства
- Сталинская премия первой степени (1949) — за исполнение партии Юродивого в опере «Борис Годунов» М. П. Мусоргского[8]
- Государственная премия Украинской ССР им. Т. Г. Шевченко (1990) — за развитие и обогащение украинской музыкальной культуры и концертные выступления последних лет
- Пять орденов Ленина (1939, 1951, 1970, 1976, 1980)
- Орден «Знак Почёта» (02.06.1937) — за выдающиеся заслуги в деле развития оперного и балетного искусства
- Медаль «За доблестный труд. В ознаменование 100-летия со дня рождения Владимира Ильича Ленина»
- Медаль «За доблестный труд в Великой Отечественной войне 1941—1945 гг.»

## Творчество
Большое место в творческой жизни занимала концертная деятельность (выступал с 1919). В репертуаре певца были песни разных народов, в первую очередь русские и украинские, старинные русские романсы, классические песни западных композиторов.
Нередко в свои программы включал произведения, так или иначе связанные с религиозной тематикой. Например, исполнил и записал ряд произведений И. С. Баха (арии из кантат и книгу напевов Шемелли). Также участвовал в редких для того времени концертах русской духовной музыки. До наших дней дошли записи его соло во «Всенощной» С. В. Рахманинова, в «Разбойнике благоразумном» П. Г. Чеснокова и ряде других православных песнопений.
Подготовил и записал программу, состоящую из украинских рождественских колядок. Колядки были записаны и исполнены со сцены.
По словам Н. Д. Шпиллер, «голос Козловского никогда не отличался особой мощью. Но свободное извлечение звука, умение концентрировать его позволяло певцу „прорезать“ большие пространства. Козловский может петь с любым составом оркестра и с любым ансамблем. Его голос звучит всегда чисто, звонко, без тени напряжения. Эластичность дыхания, гибкость и беглость, непревзойденная лёгкость в верхнем регистре, отточенная дикция — поистине безупречный вокалист, с годами доведший владение голосом до высшей степени виртуозности…»
Среди лучших работ певца специалисты выделяют партии Юродивого («Борис Годунов»), Герцога («Риголетто»), Лоэнгрина («Лоэнгрин»), Дубровского («Дубровский»), Индийского гостя («Садко»), Ленского («Евгений Онегин»). Б. А. Покровский охарактеризовал творческий вклад певца следующим образом: «И. С. Козловский — это яркая страница в истории отечественного оперного искусства. Лирика восторженного поэта из оперы Чайковского; гротеск прокофьевского принца, влюблённого в три апельсина; вечно юный созерцатель красоты Берендей и певец „далекой Индии чудес“ Римского-Корсакова, лучезарный посланец Грааля Рихарда Вагнера; обольстительный герцог Мантуи Дж. Верди, его же мятущийся Альфред; благородный мститель Дубровский… Среди большого списка великолепно исполненных ролей есть в творческой биографии И. С. Козловского и подлинный шедевр — образ Юродивого в опере М. Мусоргского „Борис Годунов“. Создание классического образа в оперном театре явление очень редкое…» П. Пичугин писал: «…Ленский Чайковского и Юродивый Мусоргского. Трудно найти во всей русской оперной классике более несхожие, более контрастные, даже в известной степени чуждые по своей чисто музыкальной эстетике образы, а между тем и Ленский, и Юродивый — едва ли не в равной степени высшие достижения Козловского. …Есть в мировом театре роли (их немного!), что давно слились в нашем представлении с тем или иным выдающимся актёром. Таков Юродивый. Он навсегда останется в нашей памяти как Юродивый — Козловский».
Певец внёс большой вклад в музыкальную сокровищницу России, посещая деревни, слушая, обрабатывая и исполняя деревенские напевы, романсы, страдания. Так, он услышал от И. М. Москвина, аранжировал напев тогда неизвестного автора и первым записал романс «Я встретил вас…» Л. Д. Малашкина на стихи Ф. И. Тютчева. Романс был опубликован композитором в 1881 году и забыт. Впоследствии стал чрезвычайно популярным у певцов.
Выступал на сцене до 87 лет.

### Козловский и Лемешев
Козловский и Сергей Лемешев выступали в Большом театре в одно время, в 1930—1950-х годах. В связи с этим отмечено курьёзное противостояние поклонников и, главным образом, поклонниц этих певцов (так называемых «козловитянок» и «лемешисток»). Оба артиста-тенора были кумирами довоенной Москвы. Оба тенора были мастерами вокала, давшими советской сцене много новых, сильнейших образов. И. С. Козловскому было свойственно чувство острого, едкого юмора, он с большим блеском исполнял характерные роли. Талант С. Я. Лемешева наиболее полно раскрывался в лирических, романтических партиях. Вместе Козловский и Лемешев спели в 1948 году для О. Л. Книппер-Чеховой на юбилее театра.

### Некоторые оперные партии
- 1926 — «Травиата» Дж. Верди — Альфред
- 1926 — «Лакме» Л. Делиба — Джеральд
- 1926 — «Дубровский» Э. Ф. Направника — Владимир
- 1927 — «Борис Годунов» М. П. Мусоргского — Юродивый
- 1927 — «Чио-Чио-сан» («Мадам Баттерфляй») Дж. Пуччини — Пинкертон
- 1927 — «Иван-солдат» К. А. Корчмарёва — Князь Данило-Говорило
- 1927 — «Богема» Дж. Пуччини — Рудольф
- 1927 — «Риголетто» Дж. Верди — Герцог
- 1927 — «Ромео и Джульетта» Ш. Ф. Гуно — Ромео
- 1927 — «Евгений Онегин» П. И. Чайковского — Владимир Ленский
- 1927 — «Лоэнгрин» Р. Вагнера — Лоэнгрин
- 1928 — «Фауст» Ш. Гуно — Зибель, Фауст
- 1928 — «Князь Игорь» А. П. Бородина — Владимир Игоревич
- 1928 — «Любовь к трём апельсинам» С. С. Прокофьева — Принц
- 1928 — «Садко» Н. А. Римского-Корсакова — Индийский гость
- 1929 — «Трильби» А. И. Юрасовского — Билли
- 1931 — «Севильский цирюльник» Дж. Россини — граф Альмавива
- 1938 — «Руслан и Людмила» М. И. Глинки — Боян
- 1938 — «Снегурочка» Н. А. Римского-Корсакова — царь Берендей
- 1941 — «Демон» А. Г. Рубинштейна — Синодал
- 1962 — «Моцарт и Сальери» Н. А. Римского-Корсакова — Моцарт
- «Катерина» Н. Н. Аркаса — Андрей
- «Орфей и Эвридика» К. Глюка — Орфей
- «Запорожец за Дунаем» С. С. Гулака-Артемовского — Андрей
- «Наталка Полтавка» Н. В. Лысенко — Пётр
- «Утопленица» Н. В. Лысенко — Левко
- «Майская ночь» Н. А. Римского-Корсакова — Левко
- «Кармен» Ж. Бизе — Хозе
- «Золотой петушок» Н. А. Римского-Корсакова — Звездочёт

### Актёрские работы в кино
- 1942 — Концерт фронту — исполнитель песен, вокальные партии: «Арлекин», «Яр хмель»
- 1943 — Киноконцерт к 25-летию Красной Армии
- 1950 — «Мусоргский» — юродивый из оперы «Борис Годунов»
- 1951 — Большой концерт — Владимир («Князь Игорь») / Ленский «Евгений Онегин»
- 1953 — «Римский-Корсаков» — Кащей Бессмертный из одноимённой оперы, Звездочёт из оперы «Золотой петушок»
- 1954 — «Борис Годунов» (фильм-опера) — юродивый
- 1958 — Поэма о море — Кобзарь
- 1967 — Самая высокая… (фильм-спектакль)
- 1983 — И жизнь, и слёзы, и любовь — камео

### Дискография
(полные записи опер)
- 1937 — «Евгений Онегин» П. И. Чайковского — Владимир Ленский; с П. М. Норцовым и Е. Д. Кругликовой
- 1941 — «Князь Игорь» А. П. Бородина — Владимир Игоревич; с А. И. Батуриным, С. Г. Пановой и Н. А. Обуховой
- 1947 — «Травиата» Дж. Верди — Альфред; с Е. В. Шумской и П. Г. Лисицианом
- 1947 — «Ромео и Джульетта» Ш. Ф. Гуно — Ромео; с Е. В. Шумской
- 1947 — «Фауст» Ш. Ф. Гуно — Фауст, версия с М. О. Рейзеном, Е. В. Шумской и И. П. Бурлаком
- 1948 — «Фауст» Ш. Ф. Гуно — Фауст, версия с А. С. Пироговым, Е. В. Шумской и П. Г. Лисицианом
- 1948 — «Севильский цирюльник» Дж. Россини — Граф Альмавива, версия с Н. А. Нелиной
- 1948 — «Евгений Онегин» П. И. Чайковского — Владимир Ленский; с А. А. Ивановым и Е. Д. Кругликовой
- 1948 — «Борис Годунов» М. П. Мусоргского — Юродивый, версия с А. С. Пироговым
- 1949 — «Борис Годунов» М. П. Мусоргского — Юродивый, версия с М. О. Рейзеном
- 1949 — «Риголетто» Дж. Верди — Герцог; с А. А. Ивановым и И. И. Масленниковой
- 1949 — «Вертер» Ж. Массне — Вертер; с М. П. Максаковой
- 1950 — «Садко» Н. А. Римского-Корсакова — Индийский гость; с Г. М. Нэлеппом и Е. В. Шумской
- 1950 — «Демон» А. Г. Рубинштейна — Синодал; с А. П. Ивановым и Т. Е. Талахадзе
- 1951 — «Моцарт и Сальери» Н. А. Римского-Корсакова — Моцарт; с А. С. Пироговым
- 1952 — «Орфей и Эвридика» К. В. Глюка — Орфей; с Е. В. Шумской
- 1953 — «Чио-Чио-сан» («Мадам Баттерфляй») Дж. Пуччини — Пинкертон; с Е. В. Шумской
- 1953 — «Севильский цирюльник» Дж. Россини —  граф Альмавива; с В. М. Фирсовой, И. П. Бурлаком и М. О. Рейзеном
- 1953 — «Лоэнгрин» Р. Вагнера — Лоэнгрин; с Е. В. Шумской и С. Г. Пановой
- 1955 — «Дубровский» Э. Ф. Направника — Владимир Дубровский; с А. П. Ивановым и Н. С. Чубенко
- 1955 — «Богема» Дж. Пуччини — Рудольф; с Е. В. Шумской, А. В. Яковенко и И. П. Бурлаком
- 1957 — «Русалка» А. С. Даргомыжского — Князь; с Е. Ф. Смоленской, А. Ф. Кривченей и В. И. Борисенко
- 1957 — «Лоэнгрин» Р. Вагнера — Лоэнгрин; с Е. В. Шумской и Е. Ф. Смоленской
- 1957 — «Снегурочка» Н. А. Римского-Корсакова — Берендей; с В. М. Фирсовой и Г. П. Вишневской
- 1983 — «Галька» С. Монюшко — Йонтек; с Е. Н. Зименковой и И. А. Морозовым

## Память
- Бюст Ивана Козловского в КиевеВ Киеве именем певца назван переулок Ивана Козловского (Печерский район), где 8 октября 2008 года открыт памятник артисту[11] (скульптор В. И. Зноба).
- Именем И. Козловского названа музыкальная школа в Москве[12], при которой находятся Фонд и Музей им. И. С. Козловского[13].
- В его честь выпущены почтовая марка и памятная монета Украины.
- В 2010 году снят документальный телефильм «Иван Семёнович Козловский: Вера… Надежда… Любовь…» (режиссёр — Юлия Коваленко).
- В 1995 году создан благотворительный фонд поддержки оперного и балетного искусства им. И. С. Козловского.
- В 2001 году в честь 100-летия И. С. Козловского постановлением Кабинета министров Украины и решением Киевсовета была создана Творческая Гостиная мастеров оперного и балетного искусства «Духовное наследие имени Ивана Козловского». В 2006 году она выпустила двойной диск «Навсегда с Украиной» с записями из архива украинского радио.
- В 2013 году создан Художественно-концертный центр имени И. Козловского Киевского национального академического театра оперетты — многофункциональное театрально-концертное учреждение культуры.
- В Марьяновке, родном селе певца, установлен памятник работы А. Ф. Игнащенко.
- В честь И. С. Козловского назван астероид (4944) Козловский, открытый в 1987 году советским астрономом Л. И. Черных.

## В литературе
- Рассказ В. Ю. Драгунского «Слава Ивана Козловского»
- Поэма В. В. Ерофеева «Москва — Петушки»